# Deutscher Weckruf und Beobachter
Deutscher Weckruf und Beobachter war eine nationalsozialistische Wochenzeitung für die deutschstämmige Bevölkerung in den USA.

## Geschichte
Die Zeitung wurde 1934 als Sprachrohr des German American Bund und des Deutschen Konsumverbandes gegründet. Die erste Ausgabe erschien in New York im Juli 1935, die letzte am 11. Dezember 1941. Ausgaben der Zeitung wurden in New York, Philadelphia, Chicago und San Francisco herausgegeben. Gedruckt wurde die Zeitung bei Graf und Breuninger in Philadelphia in Pennsylvania. Die Ausgabe für Philadelphia erschien unter dem Titel Philadelphia Weckruf und Beobachter. Ab der Ausgabe vom 14. Dezember 1939 lautete der Titel der Zeitung The Free American and Deutscher Weckruf und Beobachter.
Die Auflage betrug im Jahre 1937 etwa 20.000 Stück. Die Artikel wurden in deutscher und englischer Sprache verfasst.
Im Jahre 1937 trug Walter Kappe die redaktionelle Verantwortung für den Gesamtinhalt. Die Anzeigenverwaltung führte Alex Guessefeld.